# 大腸 (臟腑)

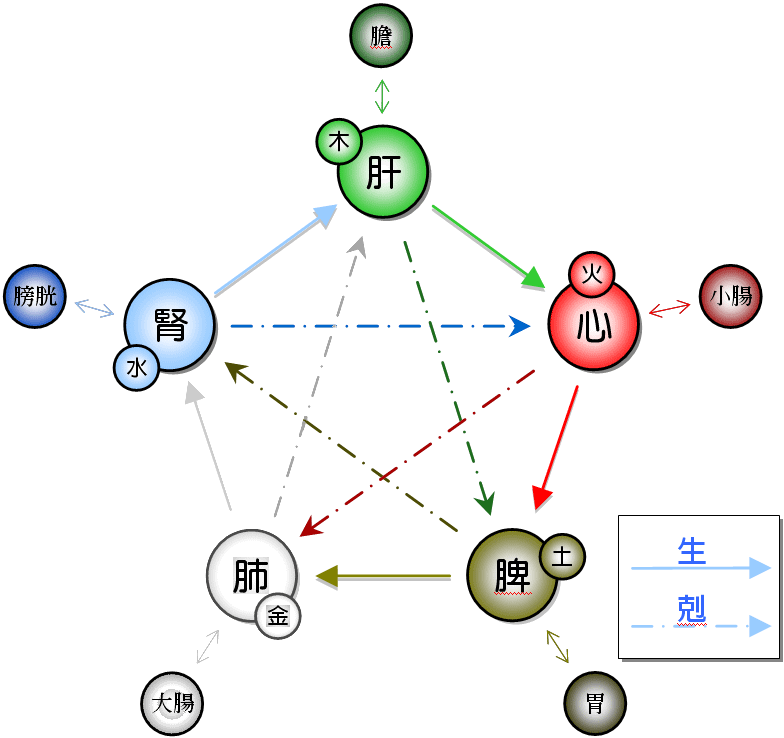
大腸與其他臟腑的生剋關係。

据中医脏象学说，大肠与胆囊、胃、小肠、膀胱、三焦合称“六腑”；而大腸與「肺」互為臟腑。主要功能为傳導糟粕和吸收津液。
《靈樞．腸胃》對之的描述：「回腸當臍，在環回周葉積當下，回運環反十六曲。大四寸，徑一寸寸之少半，長二丈一尺。廣腸傳脊，以受回腸，左環葉脊，上下辟，大八寸，徑二寸寸之大半，長二尺八寸。」

## 参看
- 脏象学说（中医理论）

## 外部連結
- 大腸 （页面存档备份，存于） 中藥方劑圖像數據庫 (香港浸會大學中醫藥學院) （中文）（英文）
- 腸梗阻 中藥方劑圖像數據庫 (香港浸會大學中醫藥學院) （中文）（英文）